# Zu den drei Degen

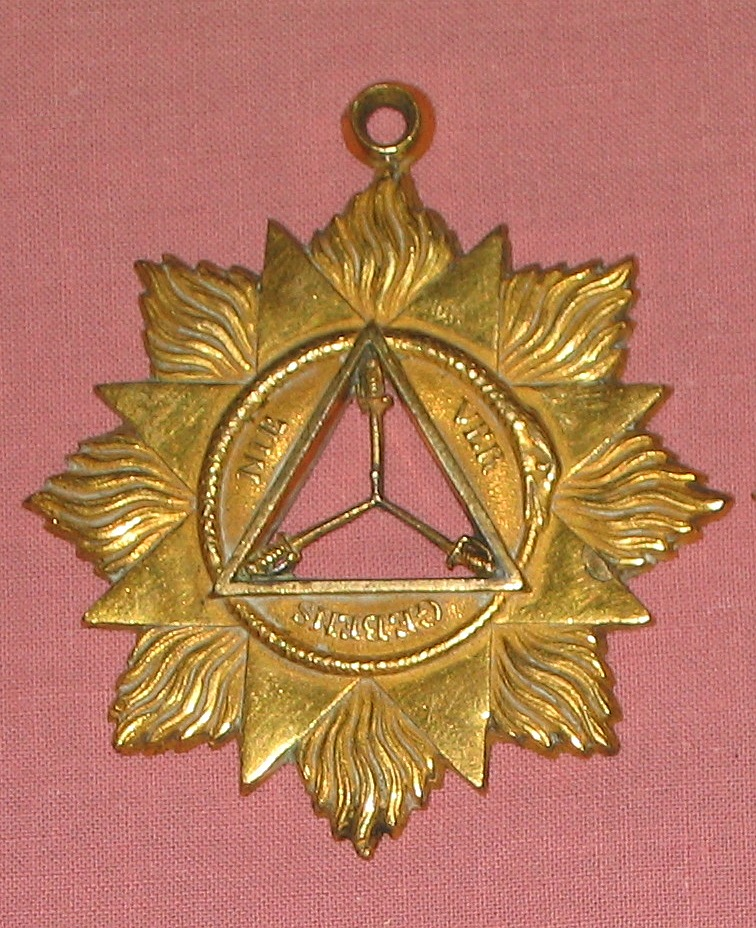
Bijou der Loge zu den 3 Degen

„Zu den drei Degen“ bezeichnet eine Freimaurerloge in Halle (Saale), die von 1765 bis 1934 bestand.

## Vorgeschichte
1743 trafen sich fünf Jurastudenten in Halle, um eine Loge zu gründen. Die Installation der Loge, welche „Zu den drei goldenen Schlüsseln“ genannt wurde, fand am 14. Dezember 1743 statt. Das hierzu erforderliche Patent war den Stiftern in Berlin von der späteren Großen National-Mutterloge „Zu den drei Weltkugeln“ (aux trois globes) am 6. Dezember ausgestellt worden. Die Loge löste sich bereits 1749 oder 1750 wieder auf. Der genaue Zeitpunkt und die Gründe der Auflösung konnten wegen herausgerissener Protokollseiten bis heute nicht geklärt werden. Hammerführende Meister waren Carl Samuel von Brukenthal (1743–1744), Balthasar Friedrich von Mitthoff (1744–1746) und David Samuel v. Madai (1746–1750?).
Am 11. Dezember 1756 gründeten acht Freimaurerbrüder im „Glückschen Haus“ in der Kleinen Ulrichstraße 1009 eine neue Loge, die „Philadelphia zu den drei goldenen Armen“ genannt wurde. Mitgründer und erster Sekretär war Johann Christoph Adelung. Diese Loge stellt, wie lange Zeit behauptet wurde, keine Nachfolgeloge dar, da keine früheren Mitglieder in diese eintraten. Auch wurde 1769 in Berlin die Loge „Zu den drei goldenen Schlüsseln“ aufgrund des früheren Patentes neu gegründet. 1758 wurde der Oberleutnant August Wilhelm von Vietinghoff in die Loge aufgenommen und 1763 als letzter Meister vom Stuhl gewählt. Denn auf höchste Anordnung musste sich die Loge am 10. November 1764 bereits wieder auflösen.

## Die Loge „Zu den drei Degen“

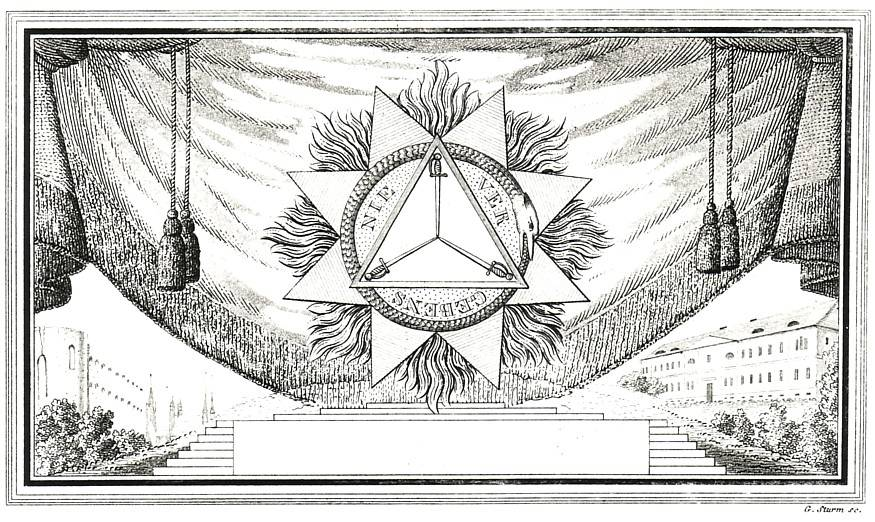
Festurkunde von G. Sturm

Das Logenhaus Halle um 1895, heute Hauptgebäude der Leopoldina

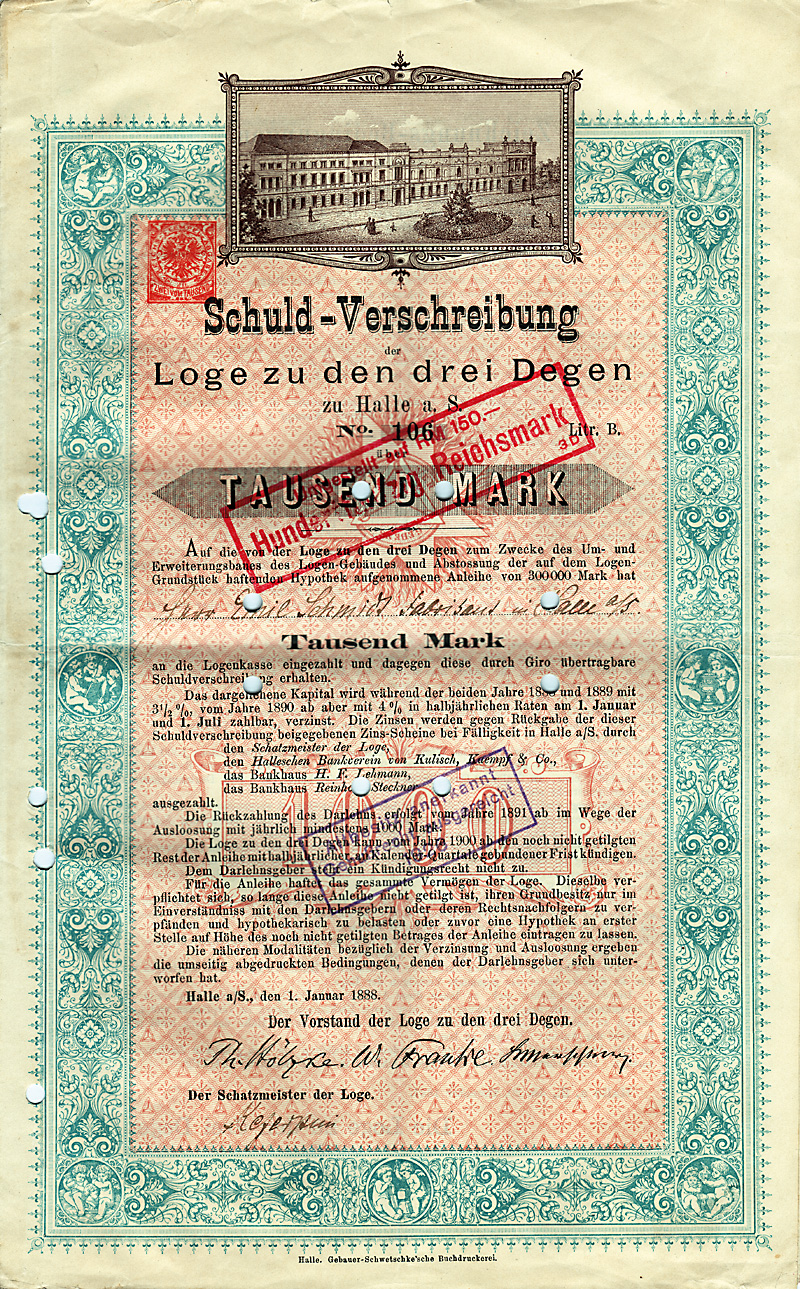
Schuldverschreibung über 1000 Mark der Loge zu den drei Degen vom 1. Januar 1888

Von Vietinghoff gründete 1764 zusammen mit dem Militärarzt Johann Wilhelm Kellner von Zinnendorf die dritte Hallenser Freimaurerloge „Zu den drei Degen“ und bekleidete ab 1765 das Amt des Stuhlmeisters, der innerhalb der Strikten Obeservanz „Hauskomtur“ genannt wurde. Durch seine Beziehungen zum preußischen Königshaus und der daraus resultierenden Reputation fungierte er des Öfteren als Vermittler bei Auseinandersetzungen innerhalb der verschiedenen freimaurerischen Richtungen seiner Zeit. Die Loge gehörte ebenfalls der Große National-Mutterloge „Zu den drei Weltkugeln“ in Berlin an. Sie besaß zeitweise über 500 Mitglieder gleichzeitig. Ihr Bijou enthielt drei nach innen gerichtete sternförmig angeordnete Degen in einem Dreieck, das von einem Ouroboros umgeben war, in dem der Wahlspruch der Loge „Nie vergebens“ stand. Außen befand sich ein achtzackiger geflammter Stern. Auf Vorschlag des Logenmitgliedes Johann Christian Reil erwarb die Loge am 3. März 1792 am Moritzburgring 10 in Halle ein Gelände für 4300 Taler. Zunächst wurden die drei auf dem Grundstück befindlichen Gebäude für ihre Zwecke umgebaut. Die Einweihung des Logenhauses Halle erfolgte am 7. Dezember 1792. Mitgliederzuwachs machten einen Neubau erforderlich, der 1821 bis 1824 nach Plänen des Stadtbaumeisters Johann Justus Peter Schulze auf Teilen der vorherigen Bebauung errichtet wurde. Weitere Umbauten erfolgten 1868 und 1888.
Die Loge hatte in der Zeit ihres Bestehens insgesamt 2275 ordentliche Mitglieder.

## Bekannte Logenmitglieder
- Daniel Nettelbladt (1719–1791)
- August Wilhelm von Vietinghoff (1728–1799)
- Johann Reinhold Forster (1729–1798)
- Johann Christoph von Wöllner (1732–1800)
- Hans Rudolf von Bischoffwerder (1741–1803)
- Johann Friedrich Gottlieb Goldhagen (1742–1788)
- Heinrich Philipp Goldhagen (1746–1826)
- Christian Friedrich zu Stolberg-Wernigerode (1746–1824)
- Werner Friedrich Abraham von Arnim (1747–1794)
- Justus Christian Loder (1753–1832)
- Gabriel Wilhelm Keferstein (1755–1816)
- Friedrich August Wolf (1759–1824)
- Johann Christian Reil (1759–1813)
- Friedrich Albrecht Carl Gren (1760–1798)
- Johann Gebhard Maaß (1766–1823)
- Ferdinand Beneke (1774–1848)
- Johann Friedrich Christian Düffer (1775–1831)
- Karl Christoph Schmieder (1778–1850)
- Ludwig Gottfried Blanc (1781–1866)
- Friedrich Wilhelm Malotki von Trzebiatowski (1790–1867)
- Karl August Wilhelm Bertram (1788–1868)
- Johann Karl Thilo (1794–1853)
- Friedrich August Eckstein (1810–1885)
- Friedrich August Arnold (1812–1869)
- Wilhelm Gottlieb Hankel (1814–1899)
- Gustav Friedrich Hertzberg (1826–1907)
- Albert Dehne (1832–1906)
- Bruno Heydrich (1865–1938)